# Do It Yourself!! -두 잇 유어셀프-
《Do It Yourself!! -두 잇 유어셀프-》(일본어: Do It Yourself!! -どぅー・いっと・ゆあせるふ-)는 파인 잼에서 제작한 일본의 오리지널 애니메이션이다. 2022년 10월 6일부터 12월 22일까지 TV 도쿄 계열에서 방영되었다.

## 개요
본작 DIY(=Do It Yourself)를 소재로 하고 있어, 제조가 활발한 니가타현 산조시를 무대로, 6명의 여고생이 DIY를 통해서 「미래를 여는 첫걸음을 내딛는다」라고 하는 스토리가 그려진다. 또 세루후 역으로 출연하는 이나가키 코노미는 같은 니가타현 출신이자 첫 주역을 맡는다.
2022년 6월, 산조시에서 개최된 「산조연합전」에서 메인 캐릭터와 메인캐스트가 발표됐다.
2022년 9월 18일에는 도쿄 신주쿠 발트9에서 1 · 2화를 선상영하는 '오리지널 TV 애니메이션 『Do It Yourself!! -두 잇 유어셀프- 선상영&캐스트 토크 이벤트 ~쿵쾅쿵쾅 1·2화 해보자!!~』가 개최될 예정이다.